# Europäisches Institut für Gleichstellungsfragen
Das Europäische Institut für Gleichstellungsfragen (EIGE, englisch European Institute for Gender Equality) ist eine Agentur der Europäischen Union. Gegründet wurde das Institut durch die Verordnung (EG) Nr. 1922/2006 vom 20. Dezember 2006. Das Institut hat seine Arbeit 2007 aufgenommen. Seinen Sitz hat das Institut in der litauischen Hauptstadt Vilnius.

## Aufgaben
Das Institut soll die Institutionen und Mitgliedstaaten der Europäischen Union dabei unterstützen, die Gleichstellung der Geschlechter zu verwirklichen und gegen geschlechtsbezogene Diskriminierung (Sexismus) vorzugehen. Das Institut wurde von der Europäischen Kommission mit einem Budget von 52,5 Millionen Euro für den Zeitraum 2007 bis 2013 ausgestattet. Es soll für die Politiker Forschungsergebnisse und Informationen sammeln, auswerten und verbreiten. Ein Dokumentationszentrum wurde eingerichtet sowie eine öffentlich zugängliche Bücherei.

## Organisation

Altes Logo

Das Leitungsgremium des Instituts ist der Verwaltungsrat. Er besteht aus 18 Vertretern der EU-Mitgliedstaaten sowie einem Vertreter der EU-Kommission. Vorsitzende des Verwaltungsrates ist Lenita Freidenvall als Nachfolgerin von Eva Maria Welskop-Deffaa. Darüber hinaus existiert am Institut der Sachverständigenbeirat, ein Expertenforum, von dessen Mitgliedern 27 durch die Mitgliedstaaten delegiert wurden, zwei vom Europaparlament und drei von der EU-Kommission. Die drei letztgenannten sind Vertreter europaweit aktiver Nichtregierungs-, Arbeitgeber- und Arbeitnehmerorganisationen.